# Caballeros del Ku Klux Klan
Los Caballeros del Ku Klux Klan (en inglés: Knights of the Ku Klux Klan; abreviado como KKKK) es una facción del Ku Klux Klan fundada en 1973 en Nueva Orleans por David Duke junto con Jim Lindsay, aunque este grupo se volvió público 1975. El grupo fue dirigido por Thomas Robb y se destaca por su organización y sus actividades.

## Historia
El grupo fue fundado por David Duke junto con Jim Lindsay, se diferenció de los demás klanes al promover la no violencia y la legalidad, también apoyando la igualdad entre católicos y mujeres dentro del movimiento. Duke entró rápidamente en conflicto con otros clanes que lo veían menos como un ideólogo y más como un hombre de negocios de alto perfil. Duke intentó comprarse a sí mismo del negocio del clan y ofreció a su rival Bill Wilkinson una suma mayor por su renuncia. Wilkinson accedió a aparecer, pero filmó la entrega de dinero y, por lo tanto, desacreditó a Duke.
En 1980 Duke dejó el liderazgo de la organización para competir en la primarias presidenciales del Partido Demócrata de 1980, pasado su liderazgo a Don Black, pero Donald sería arrestado por la Ley de neutralidad de 1794, al intentar realizar un golpe de Estado en Dominica denominado Operación Perro Rojo. Con estos sucesos el grupo experimentaría un declive significativo con Stanley McCollum a la cabeza.
En 1989 se hizo cargo el autodenominado pastor Thomas Robb, que en ese momento tenían solo unos pocos cientos de miembros, y trató de regresar a los inicios del clan añadiendo la identidad cristiana como parte esencial de su ideología. Su sede se movió Zinc en Arkansas. De hecho, logró aumentar de nuevo el número de miembros. Su versión de un clan más moderado, sin embargo, de nuevo llevó a divisiones. Varias personas claves dentro del movimiento lo acusaron de usar mal la membresía del klan como modelo de negocio. En lugar de mantener las tradiciones de los diversos rituales y mítines anuales, los miembros podían influir en su posición en el clan pagando contribuciones monetarias. Por esto el Klan se dividido en 1994 con la salida de Ed Novak que fundó el Federación de Klanes en Chicago.

### The Knights Party
De manera paralela a las actividades de Klan, Thomas Robb fundaría el Partido de los Caballeros (The Knights Party) para actuar de manera política y tratar de mantener una imagen de legalidad de sus actividades. El grupo para seguir funcionando mantiene una tienda en línea en la cual se venden banderas, cerámicas y objetos relacionados con el Klan y grupos neonazis.
El grupo manifestó su apoyo a través de su diario The Crusader al candidato republicano Donald Trump, aunque recibió las críticas por parte de comando del candidato por su apoyo.

## Actividades
Los Caballeros del Ku Klux Klan operan en algunas zonas del Condado de Boone, Arkansas en la ciudad de Harrison y los pueblos de South Lead Hill y Zinc, zonas consideradas como las más racistas de Estados Unidos. El grupo ha puesto carteles publicitarios por esas zonas, generando gran controversia entre los habitantes de la zona y los foráneos que visitan esos lugares.
El grupo denominado como el Klan mejor organizado de todo sur de Estados Unidos, realizando y patrocinando múltiples eventos anualmente en la zona de South Lead Hill y Zinc, como un evento realizado el 2016 que atrajo atención de los medios de comunicación. También mantiene el periódico The Crusader,  y mantuvo una red de contenido racista llamado White Pride TV, que mantuvo programas que se produjeron para ser vendidos como The Andrew Show, This is the Klan, White Women's Perspective y Youth Focus: News for White Teens, también mantenía clips de videos de otros supremacistas blancos como J. B. Stoner, Willis Carto, Don Black, Edward Reed Fields, Richard Girnt Butler, Louis Beam, entre otros. Junto con esto las hijas de Rachel Pendergraft —hija del líder del partido—  Shelby y Charity mantuvieron una banda llamada Heritage Connection.

## Líderes
- David Duke (1974-1980).
- Stephen Donald Black (1980-1981).
- Stanley McCollum (1981-1989).
- Thomas Robb (1989-)

## Miembros notables
- Tom Metzger, fundador y líder de Resistencia Aria Blanca.
- Dennis Mahon, terrorista doméstico.